# Supercopa Argentina de Voleibol Masculino de 2022
A Supercopa Argentina de Voleibol Masculino de 2022 foi a 12.ª edição deste torneio organizado anualmente pela Associação de Clubes da Liga Argentina de Voleibol (ACLAV). O torneio ocorreu nos dias 22 e 23 de outubro e contou com a presença de quatro equipes argentinas.
A equipe do UPCN Vóley Club teve a revanche da edição anterior e venceu o Ciudad Vóley por 3 sets a 0, obtendo assim o seu sétimo título. Na disputa do terceiro lugar, o Once Unidos – anfitrião do torneio – completou o pódio ao vencer o Mutual Policial Formosa em 5 sets.

## Regulamento
O torneio foi disputado em sistema eliminatório, nas fases semifinais, disputa pelo terceiro lugar e final.

## Local das partidas
| Mar del Plata, Argentina |
| ------------------------ |
| Estadio Once Unidos      |
|                          |
| Capacidade: 2 700        |

## Equipes participantes
As seguintes equipes se qualificaram para a Supercopa Argentina de 2022:
| Equipe                  | Cidade        | Qualificação                    | Última participação |
| ----------------------- | ------------- | ------------------------------- | ------------------- |
| UPCN Vóley Club         | San Juan      | Campeão da LVA de 2021–22       | 2021                |
| Ciudad Vóley            | Buenos Aires  | Vice-campeão da LVA de 2021–22  | 2021                |
| Once Unidos             | Mar del Plata | Semifinalista da LVA de 2021–22 | Estreante           |
| Mutual Policial Formosa | Formosa       | Semifinalista da LVA de 2021–22 | Estreante           |

## Resultados
|  | Semifinais              | Semifinais      |                |   | Final | Final |
|  |                         |                 |                |   |       |       |
|  |                         |                 |                |   |       |       |
|  |                         |                 |                |   |       |       |
|  | Ciudad Vóley            | 3               |                |   |       |       |
|  | Ciudad Vóley            | 3               |                |   |       |       |
|  | Mutual Policial Formosa | 0               |                |   |       |       |
|  | Mutual Policial Formosa | 0               | Ciudad Vóley   | 0 |       |       |
|  |                         |                 | Ciudad Vóley   | 0 |       |       |
|  |                         | UPCN Vóley Club | 3              |   |       |       |
|  | Once Unidos             | UPCN Vóley Club | 3              | 0 |       |       |
|  | Once Unidos             |                 |                | 0 |       |       |
|  | UPCN Vóley Club         | 3               |                |   |       |       |
|  | UPCN Vóley Club         | 3               | Terceiro lugar |   |       |       |
|  |                         |                 |                |   |       |       |
|  |                         |                 |                |   |       |       |
|  |                         |                 |                |   |       |       |
|  | Once Unidos             | 3               |                |   |       |       |
|  | Once Unidos             | 3               |                |   |       |       |
|  | Mutual Policial Formosa | 2               |                |   |       |       |

- As partidas seguem o horário local (UTC−3).

### Semifinais
| Data   | Hora  |              | Placar |                         | Set 1 | Set 2 | Set 3 | Set 4 | Set 5 | Total | Relatório |
| ------ | ----- | ------------ | ------ | ----------------------- | ----- | ----- | ----- | ----- | ----- | ----- | --------- |
| 22 out | 10:30 | Ciudad Vóley | 3–0    | Mutual Policial Formosa | 25–18 | 25–20 | 25–23 |       |       | 75–61 | Relatório |
| 22 out | 13:00 | Once Unidos  | 0–3    | UPCN Vóley Club         | 14–25 | 19–25 | 21–25 |       |       | 54–75 | Relatório |

### Final
| Data   | Hora  |                 | Placar |              | Set 1 | Set 2 | Set 3 | Set 4 | Set 5 | Total | Relatório |
| ------ | ----- | --------------- | ------ | ------------ | ----- | ----- | ----- | ----- | ----- | ----- | --------- |
| 23 out | 12:30 | UPCN Vóley Club | 3–0    | Ciudad Vóley | 25–23 | 32–30 | 25–22 |       |       | 82–75 | Relatório |

### Terceiro lugar
| Data   | Hora  |             | Placar |                         | Set 1 | Set 2 | Set 3 | Set 4 | Set 5 | Total   | Relatório |
| ------ | ----- | ----------- | ------ | ----------------------- | ----- | ----- | ----- | ----- | ----- | ------- | --------- |
| 23 out | 15:00 | Once Unidos | 3–2    | Mutual Policial Formosa | 24–26 | 19–25 | 31–29 | 25–22 | 15–10 | 114–112 | Relatório |

## Premiação
| Supercopa Argentina de 2022          |
| San Juan (província da Argentina)    |
| ------------------------------------ |
| UPCN Vóley Club Campeão (7.º título) |